# Нітрат кальцію
Нітра́т ка́льцію, ка́льцій нітра́т (кальцієва селітра, азотнокислий кальцій, вапнякова селітра, норвезька селітра) — неорганічна сіль нітратної кислоти складу Са(NO3)2. Являє собою білі кристали, сильно гігроскопічні, які легко утворюють кристалогідрати. Для уникнення цього речовину зберігають без доступу вологи. Широко використовується як добриво, а також у виготовленні бетону і вибухівки.

## Фізичні властивості
Нітрат кальцію є високогігроскопічною сполукою, яка може утворювати кристалогідрати, зв'язуючи до чотирьох молекул води. Якщо водний розчин нітрату кальцію упарювати до температури 40 °C, то випадатимуть кристали Ca(NO3)2·4H2O, при підвищенні температури до 45 °C виділятиметься Ca(NO3)2·3H2O, при 51 °C — Ca(NO3)2·2H2O, а вище 55 °C — безводні кристали Ca(NO3)2.

## Отримання
У промислових масштабах нітрат кальцію отримують дією нітратної кислоти на вапняки:
{\displaystyle \mathrm {CaCO_{3}+2HNO_{3}{\xrightarrow {}}Ca(NO_{3})_{2}+CO_{2}+H_{2}O} }
Історично цей метод вперше застосували норвезькі промисловці, тому сполука отримала назву «норвезька селітра». Іншим методом отримання нітрату є обробка оксидом азоту(IV) деяких сполук кальцію:
{\displaystyle \mathrm {CaO+3NO_{2}{\xrightarrow {}}Ca(NO_{3})_{2}+NO} }
{\displaystyle \mathrm {Ca(OH)_{2}+3NO_{2}{\xrightarrow {}}Ca(NO_{3})_{2}+NO+H_{2}O} }
Виробляють сполуку у гранульованій формі та у вигляді лусочок. З огляду на гігроскопічність нітрату, іноді, для її зменшення, Ca(NO3)2 змішують з гідрофобними добавками — 4–7% нітрату амонію NH4NO3, а також 0,5–1,0% парафінистого мазуту.

## Хімічні властивості
При нагріванні не вище 500 °C нітрат кальцію розкладається на нітрит кальцію та кисень, а за температури понад 561 °C утворюється оксид кальцію:
{\displaystyle \mathrm {2Ca(NO_{3})_{2}{\xrightarrow {450-500^{o}C}}2Ca(NO_{2})_{2}+2O_{2}} }
{\displaystyle \mathrm {2Ca(NO_{3})_{2}{\xrightarrow {>561^{o}C}}2CaO+4NO_{2}+O_{2}} }
При відновленні активним воднем, отриманим в результаті взаємодії металу з кислотою, нітрат кальцію відновлюється до нітриту:
{\displaystyle \mathrm {Ca(NO_{3})_{2}+4H{\xrightarrow {Zn+HCl}}Ca(NO_{2})_{2}+2H_{2}O} }

## Застосування
Ca(NO3)2 широко застосовується у сільському господарстві як азотвмісне добриво. Також сполука знайшла застосування у виготовленні бетону та вибухівки.